# D.I.C.E. Awards 2024
27-я церемония награждения D.I.C.E. Awards (англ. 27th Annual D.I.C.E. Awards) прошла 15 февраля 2024 года и отметила выдающиеся достижения игровой индустрии за 2023 год. Церемония была проведена Академией интерактивных искусств и наук в рамках D.I.C.E. Summit 2024.
Номинации были объявлены 10 января 2024 года. По итогам церемонии Baldur’s Gate 3 была признана игрой года, Spider-Man 2 одержала победу в наибольшем количестве номинаций, а в зал славы Академии вошёл Кодзи Кондо — композитор музыки для игр Nintendo, в частности, серий Mario и The Legend of Zelda.

## Награды
| Игра года Победитель: - Baldur’s Gate 3 Номинанты: - Alan Wake 2 - Cocoon - Marvel’s Spider-Man 2 - The Legend of Zelda: Tears of the Kingdom                                                                              | Онлайн-игра года Победитель: - Diablo IV Номинанты: - Call of Duty: Modern Warfare III - Omega Strikers - Street Fighter 6 - The Finals                                       |
| Мобильная игра года Победитель: - What the Car? Номинанты: - Gubbins - Hello Kitty Island Adventure - Honkai: Star Rail - Terra Nil                                                                                        | Выдающееся достижение среди инди-игр Победитель: - Cocoon Номинанты: - Dredge - El Paso, Elsewhere - Thirsty Suitors - Venba                                                  |
| VR-игра года Победитель: - Asgard’s Wrath 2 Номинанты: - Assassin’s Creed Nexus VR - Horizon Call of the Mountain - Vampire: The Masquerade — Justice - Vertigo 2                                                          | Техническое достижение в сфере VR Победитель: - Horizon Call of the Mountain Номинанты: - Asgard’s Wrath 2 - Assassin’s Creed Nexus VR - Vertigo 2 - We Are One               |
| Выдающееся достижение в игровой режиссуре Победитель: - Baldur’s Gate 3 Номинанты: - Cocoon - Marvel’s Spider-Man 2 - Super Mario Bros. Wonder - The Legend of Zelda: Tears of the Kingdom                                 | Выдающееся достижение в геймдизайне Победитель: - Baldur’s Gate 3 Номинанты: - Cocoon - Dave the Diver - Super Mario Bros. Wonder - The Legend of Zelda: Tears of the Kingdom |
| Выдающееся достижение в области анимации Победитель: - Marvel’s Spider-Man 2 Номинанты: - Final Fantasy XVI - Hi-Fi Rush - Mortal Kombat 1 - Super Mario Bros. Wonder                                                      | Выдающееся достижение в художественном оформлении Победитель: - Alan Wake 2 Номинанты: - Hogwarts Legacy - Marvel’s Spider-Man 2 - Star Wars Jedi: Survivor - Starfield       |
| Выдающееся достижение в создании персонажей Победитель: - Майлз Моралес (Marvel’s Spider-Man 2) Номинанты: - Сага Андерсон (Alan Wake 2) - Астарион (Baldur’s Gate 3) - Карлах (Baldur’s Gate 3) - Джала (Thirsty Suitors) | Выдающееся достижение в оригинальном саундтреке Победитель: - Marvel’s Spider-Man 2 Номинанты: - Alan Wake 2 - Diablo IV - Planet of Lana - Star Wars Jedi: Survivor          |
| Выдающееся достижение в звуковом дизайне Победитель: - Marvel’s Spider-Man 2 Номинанты: - Alan Wake 2 - Cocoon - Hi-Fi Rush - Star Wars Jedi: Survivor                                                                     | Выдающееся достижение в повествовании Победитель: - Baldur’s Gate 3 Номинанты: - Alan Wake 2 - Dave the Diver - Thirsty Suitors - Venba                                       |
| Выдающееся достижение в области технологий Победитель: - Marvel’s Spider-Man 2 Номинанты: - Alan Wake 2 - Hogwarts Legacy - The Finals - The Legend of Zelda: Tears of the Kingdom                                         | Экшен года Победитель: - Marvel’s Spider-Man 2 Номинанты: - Armored Core VI: Fires of Rubicon - Dead Space - Hi-Fi Rush - Remnant II                                          |
| Приключенческая игра года Победитель: - The Legend of Zelda: Tears of the Kingdom Номинанты: - Alan Wake 2 - Cocoon - Dave the Diver - Star Wars Jedi: Survivor                                                            | Семейная игра года Победитель: - Super Mario Bros. Wonder Номинанты: - Disney Illusion Island - Fae Farm - Hello Kitty Island Adventure - Midnight Girl                       |
| Файтинг года Победитель: - Street Fighter 6 Номинанты: - Granblue Fantasy Versus: Rising - Mortal Kombat 1 - Nickelodeon All-Star Brawl 2 - Pocket Bravery                                                                 | Гоночная игра года Победитель: - Forza Motorsport Номинанты: - F-Zero 99 - Hot Wheels Unleashed 2: Turbocharged - Lego 2K Drive                                               |
| Ролевая игра года Победитель: - Baldur’s Gate 3 Номинанты: - Cyberpunk 2077: Phantom Liberty - Diablo IV - Final Fantasy XVI - Starfield                                                                                   | Спортивная игра года Победитель: - MLB The Show 23 Номинанты: - EA Sports FC 24 - WWE 2K23                                                                                    |
| Стратегия/симулятор года Победитель: - Dune: Spice Wars Номинанты: - Against the Storm - Cobalt Core - The Last Spell - Wartales                                                                                           | |

Зал славы: Кодзи Кондо
Источник: